# Комплекс з виробництва добрив у Маналі
Комплекс з виробництва добрив у Маналі – підприємство індійської хімічної промисловості, що працює на півночі штату Тамілнад.
В 1971 році на майданчику ввели в дію лінії з виробництва аміаку та сечовини добовою потужністю 750 тон та 885 тон відповідно (номінальна річна потужність 248 тисяч тон та 292 тисяч тон). Частину аміаку використовували для продукування комплексних добрив – амонію фосфату сульфату (отримують шляхом взаємодії аміаку з фосфорною та сульфатною кислотою) та азотно-фосфорно-калійного добрива (NPK, в цьому випадку спершу реакцією аміаку з фосфорною кислотою отримують діамонійфосфат, який далі змішують із хлоридом калію).
Первісно потужність заводу по комплексним добривам становила 360 тисяч тон на рік, а після запуску в 1976-му третьої лінії зросла до 540 тисяч тон. Після великої модернізації у 1997 – 1998 роках цей показник досягнув  840 тисяч тон. Тоді ж добову продуктивність ліній аміаку та сечовини збільшили до 1050 тон та 1475 тон відповідно (річна потужність 347 тисяч тон та 487 тисяч тон). У 2021/2022 бюджетному році фактичний випуск склав 504 тисячі тон сечовини та лише 24 тисячі тон комплексних добрив (всі – NPK).
Тривалий час майданчик використовував для виробництва аміаку суміш легких вуглеводнів – naphtha (також відома як цінна сировина для установок парового крекінгу). В 2019-му завод перевели на споживання природного газу, який надходить через термінал Енноре ЗПГ.
Фосфорну кислоту та хлорид калію підприємство закуповує на ринку.
В 1983-му на майданчику встановили дві газові турбіни потужністю по 2,3 МВт, а у 1991-му їх доповнили вісьмома дизель-генераторними установками потужністю по 0,8 МВт.
Проект реалізувала компаня Madras Fertilizers, яку створили як спільне підприємство уряду Індії (51%) та компанії Amoco (49%), проте вже у 1972-му 50% участі викупила National Iranian Oil Company (NIOC). З 1994 року 67,55% акцій належали індійській державі, тоді як за NIOC залишилось 32,45%. Унаслідок розміщення частини акцій на ринку (1997) та конвертації урядової позики у акції (2012) частки держави та NIOC змінились до 59,5% та 25,77% відповідно.